# Michael Öhrman
Michael Öhrman (20 settembre 1971) è un ex calciatore svedese, di ruolo difensore.

## Carriera

### Club
Öhrman giocò nel Degerfors, per poi passare allo Strömtorp. Tornò nuovamente al Degerfors nel 1994, debuttando nell'Allsvenskan. Nel 2000, si trasferì ai norvegesi del Raufoss. Esordì in squadra in data 30 aprile 2000, quando fu titolare nella vittoria per 1-2 sul campo dello HamKam. Rimase in forza al club norvegese fino al 2004.